# Chewsville, Maryland
Chewsville, Maryland (енгл. Chewsville) насељено је место без административног статуса у америчкој савезној држави Мериленд.

## Демографија
По попису из 2010. године број становника је 238, што је 55 (-18,8%) становника мање него 2000. године.
| Група             | 2000.       | 2010.       |
| Белци             | 290 (99,0%) | 224 (94,1%) |
| Афроамериканци    | 0 (0,0%)    | 1 (0,4%)    |
| Азијати           | 1 (0,3%)    | 3 (1,3%)    |
| Хиспаноамериканци | 0 (0,0%)    | 6 (2,5%)    |
| Укупно            | 293         | 238         |